# Janis Rozentāls

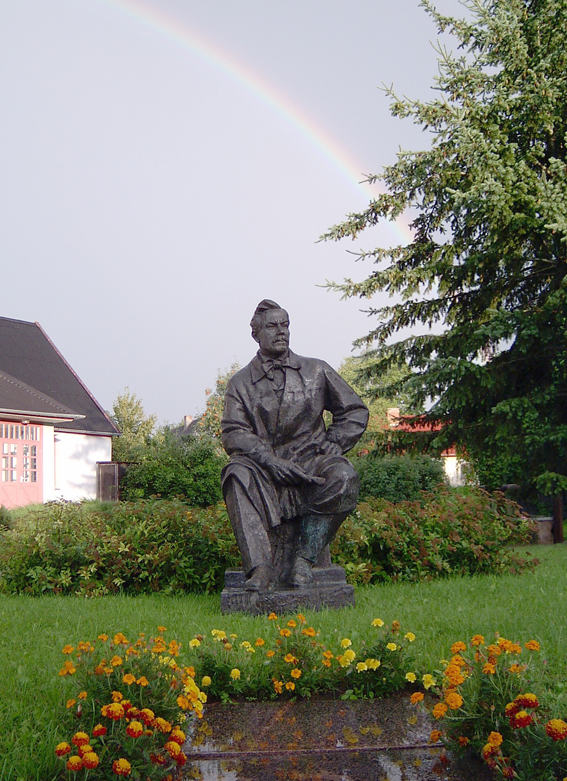
Statue de Janis Rozentāls à Saldus

Janis Rozentāls (né le 18 mars 1866 à Saldus, Gouvernement de Courlande – mort le 26 décembre 1916 à Helsinki) est un peintre letton.

## Biographie
Janis Rozentāls est né dans la maison "Bebri" de la paroisse Saldus en Courlande, sous Empire russe, dans la famille du forgeron Miķelis Rozentāls et sa femme Lavīze. Il a commencé ses études à l'école de H. Krauze de Saldus (Heinriha Krauzes privātskola). Puis, à l'école municipale de Kuldīga qu'il a du abandonner faute de moyens financiers, un an et demi plus tard. En 1880, il part chercher du travail à Riga. Il travaille dans le magasin de haute couture, puis, comme garçon de café. Le peintre décorateur J. Celēvičs l'engage comme apprenti, puis comme employé à partir de 1885. 1885-1888 il étudie à  l'école des métiers de la confrérie allemande à Riga. En 1888, son école organise une exposition à l'Académie russe des beaux-arts de Saint-Pétersbourg, où Rozentāls obtient un second prix avec une médaille d'argent.
Le 29 juillet 1888, Rozentāls s'inscrit comme auditeur libre à la faculté de peinture de l'Académie des Beaux Arts de Saint-Pétersbourg dont il est diplômé en 1894. Son œuvre de fin d'études "Sortie de la messe" ("No baznīcas") avait été peint du côté de Saldus. On lui a attribué le titre d'artiste du premier niveau selon l'appellation de l'époque. Il s'installe, par la suite, pour plusieurs années à Saint-Pétersbourg. En 1897, il parcourt l'Allemagne, la France et l'Autriche en compagnie du peintre Arkhip Kouïndji.
En 1900, il retourne en Lettonie, d'abord à Saldus, puis à Riga. En 1902, il fait connaissance de la chanteuse finlandaise Elli Formel, qu’il épouse l'année suivante à Helsinki. Son studio se trouve à Riga, au numéro 12-9, rue Alberta où on a inauguré son musée en 1973.1905-1906, il enseigne à l'école des beaux arts de V. Blūms, 1906-1913 à l'école municipale des beaux arts. En 1910, il a décoré la façade de la communauté Lettonne à Riga. Il était aussi rédacteur artistique du journal Druva et du mensuel Vērotājs. Son exposition personnelle eut lieu à Jelgava en 1910 et 1912, et à Riga en 1913 et 1914.
Après le début de la Première Guerre mondiale, à l'approche des troupes allemandes, il part pour Helsinki avec la famille. Il y est mort dans son atelier, le pinceau à la main, devant son chevalet le 26 décembre 1916. En 1920, sa dépouille fut rapatriée en Lettonie pour être inhumée au Cimetière de la Forêt à Riga.
Le 18 mars 1946 on a donné le nom de J. Rozentāls au Lycée des Beaux Arts fondé en 1895. Le monument du peintre réalisé par Burkards Dzenis se trouve devant le bâtiment du Musée national des arts de Lettonie.
En 1966, le réalisateur Varis Krūmiņš lui consacre un film documentaire.

## Galerie

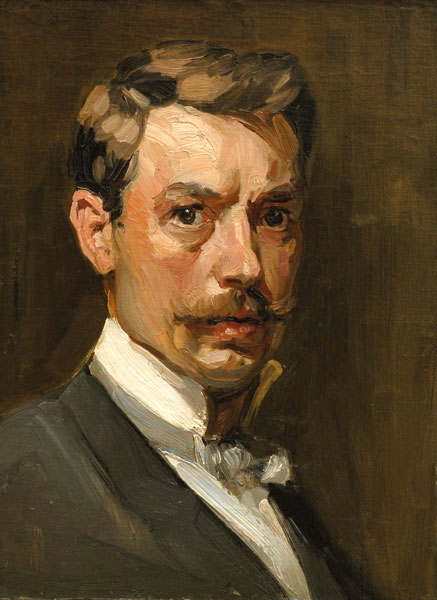
Autoportrait (1900).
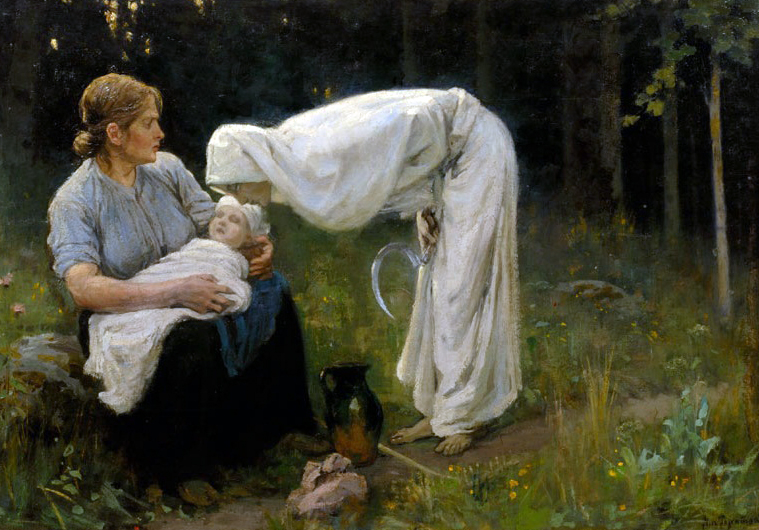
Nāve (Mort), 1897, Musée national des arts de Lettonie.
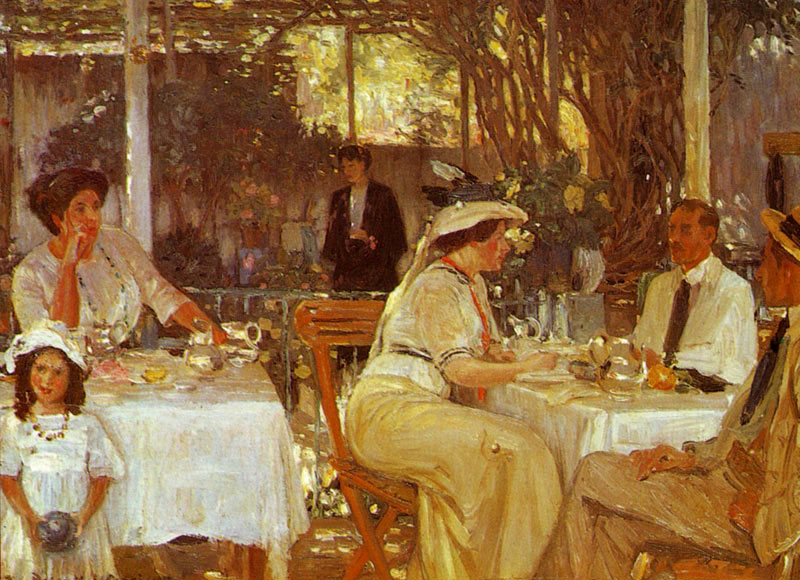
Terrasse à Capri.
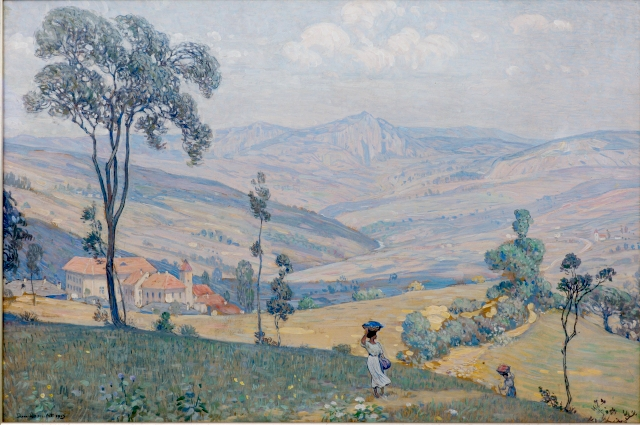
Paysage italien.
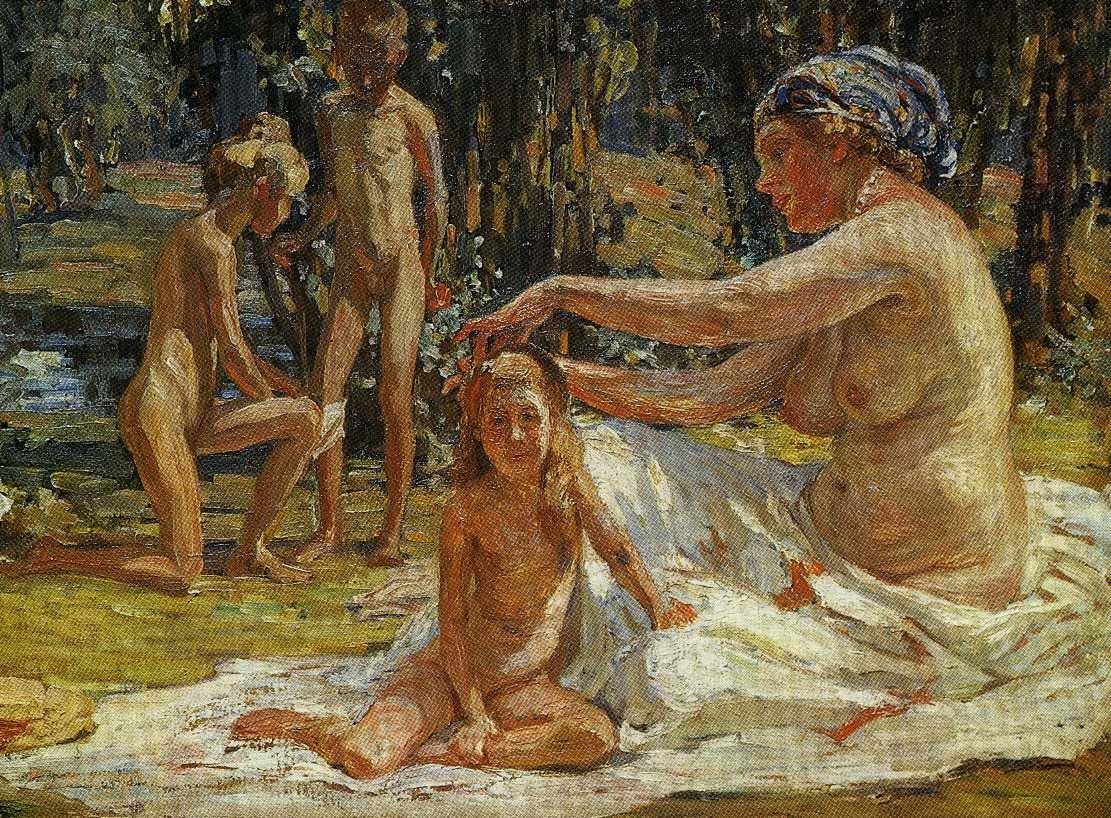
Famille à Sigulda. (1913).
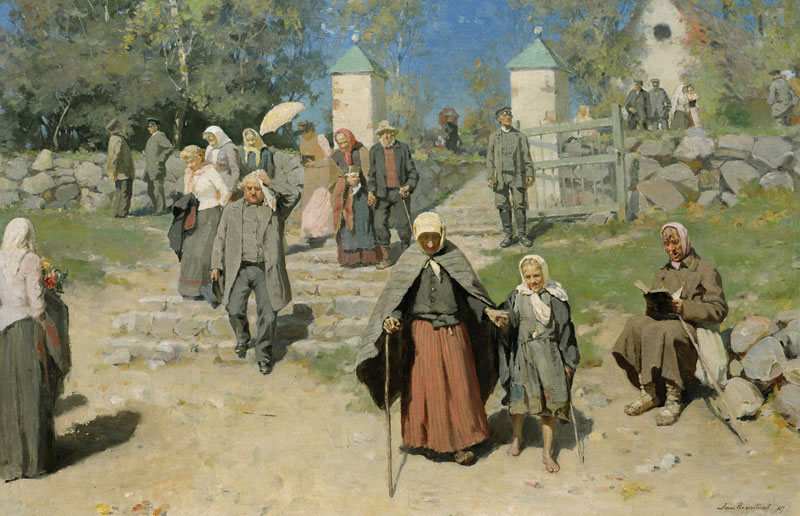
Sortie du cimetière (1895).
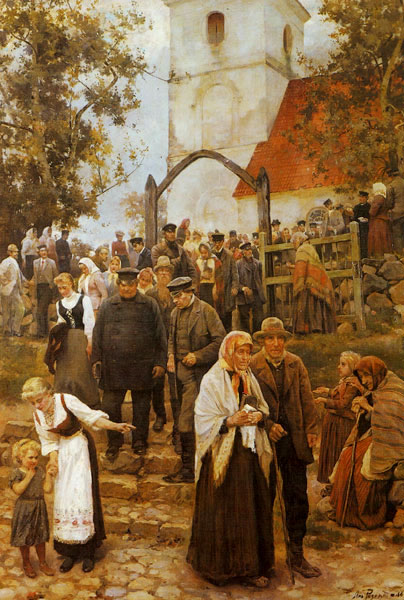
Sortie de la messe (1894).
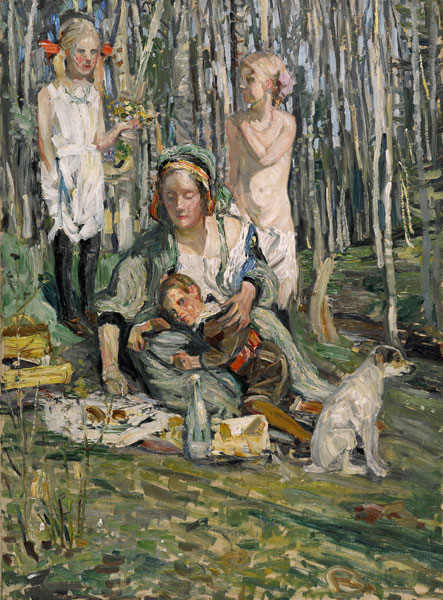
Pique nique (1913).
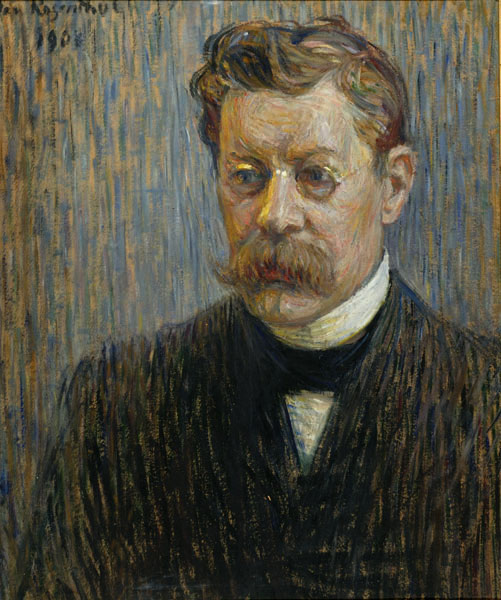
Portrait de l'écrivain Rūdolfs Blaumanis (1908).
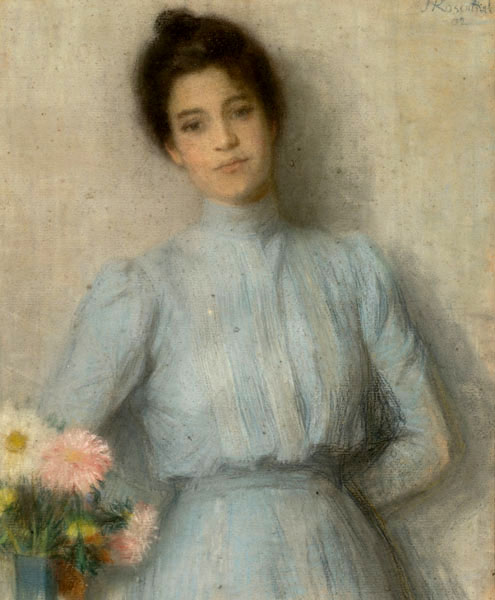
Portrait de Mērija Grosvalds (1902).
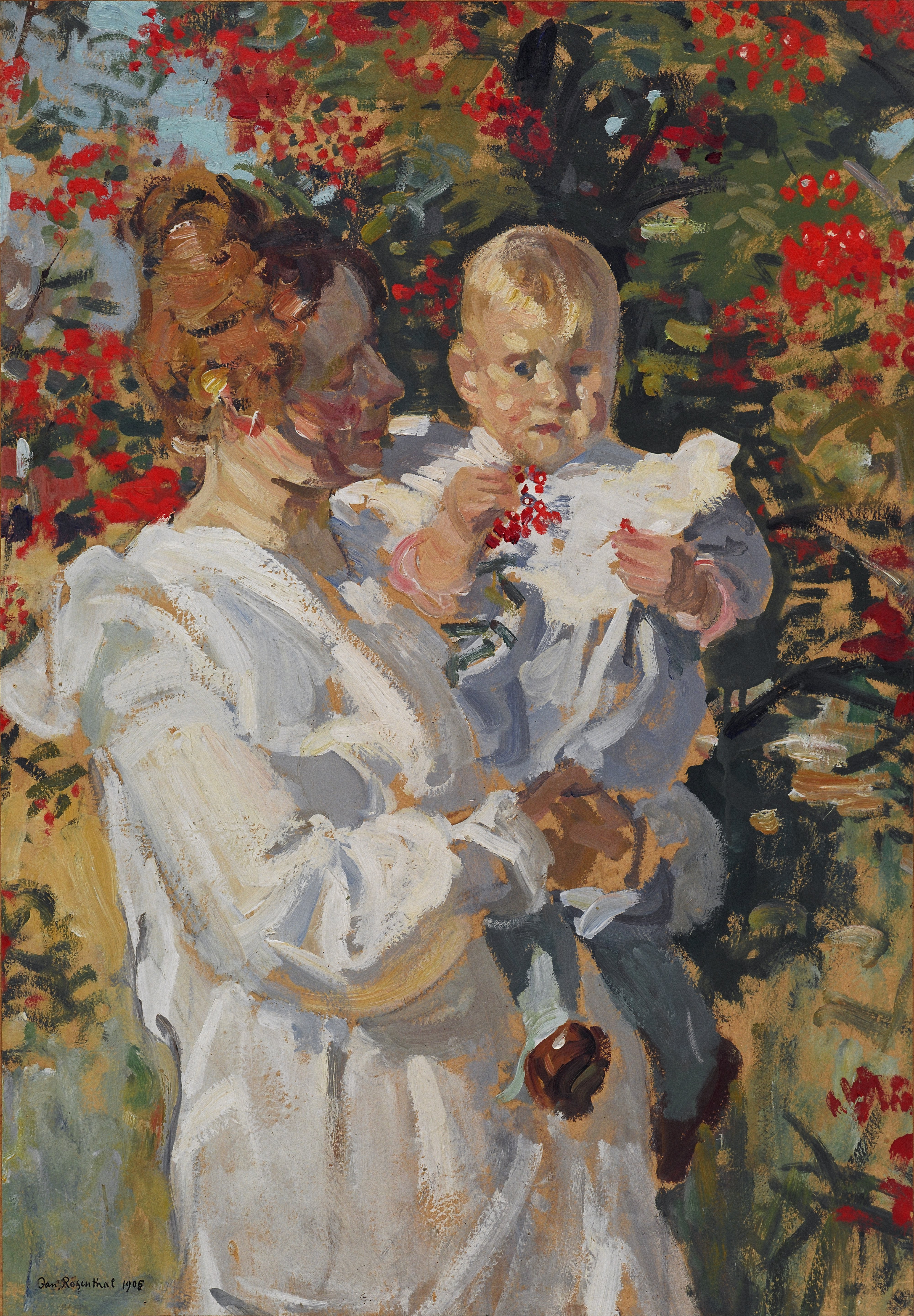
Sous le sorbier (1905).
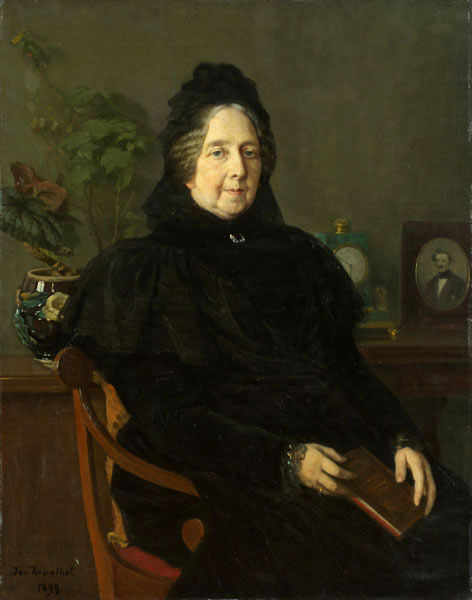
Portrait de Charlotte von Lieven (1899).
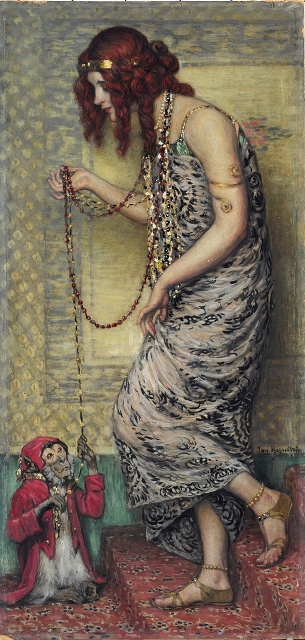
Princesse avec un singe (1913).
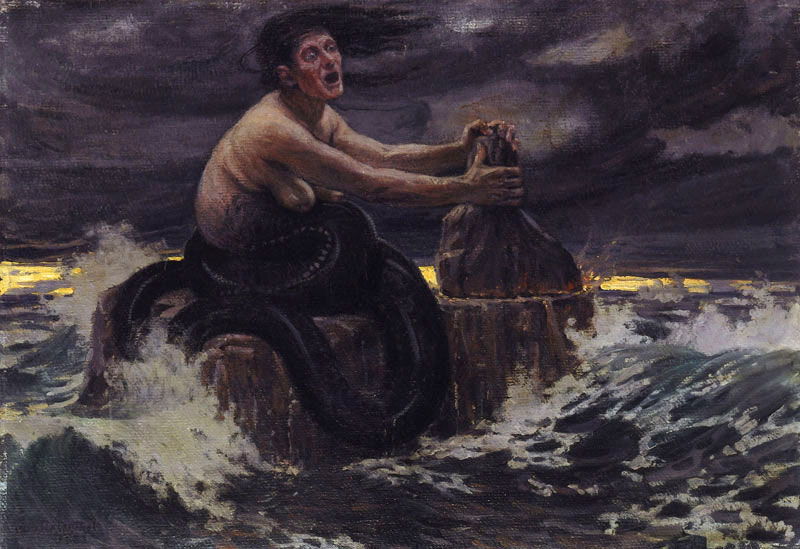
Serpent noir (1903).
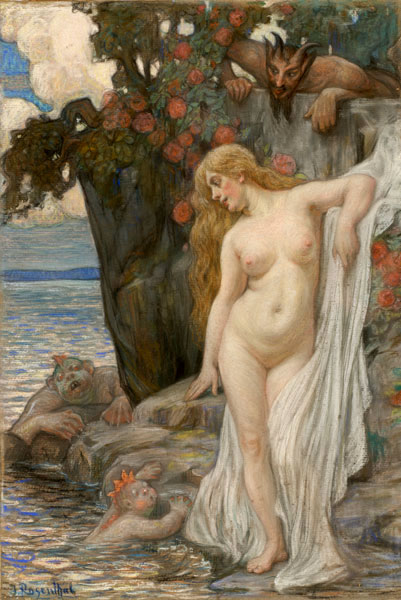
Femme et les esprits de la Nature (1907).
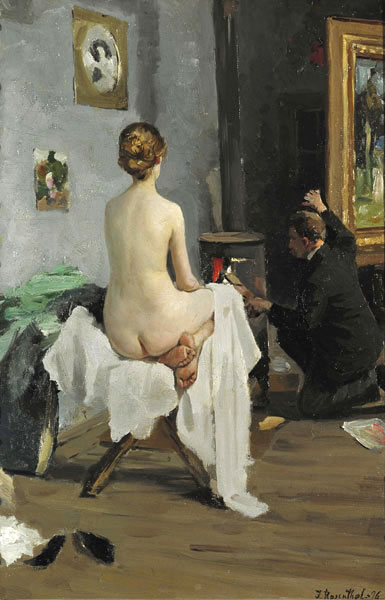
À l’atelier des peintres (1896).